# Anna Perenna
Anne ou Anna Perenna est un personnage de l'Enéide de Virgile et des Fastes d'Ovide. Elle est devenue une déesse romaine, généralement représentée sous les traits d'une vieille femme. 

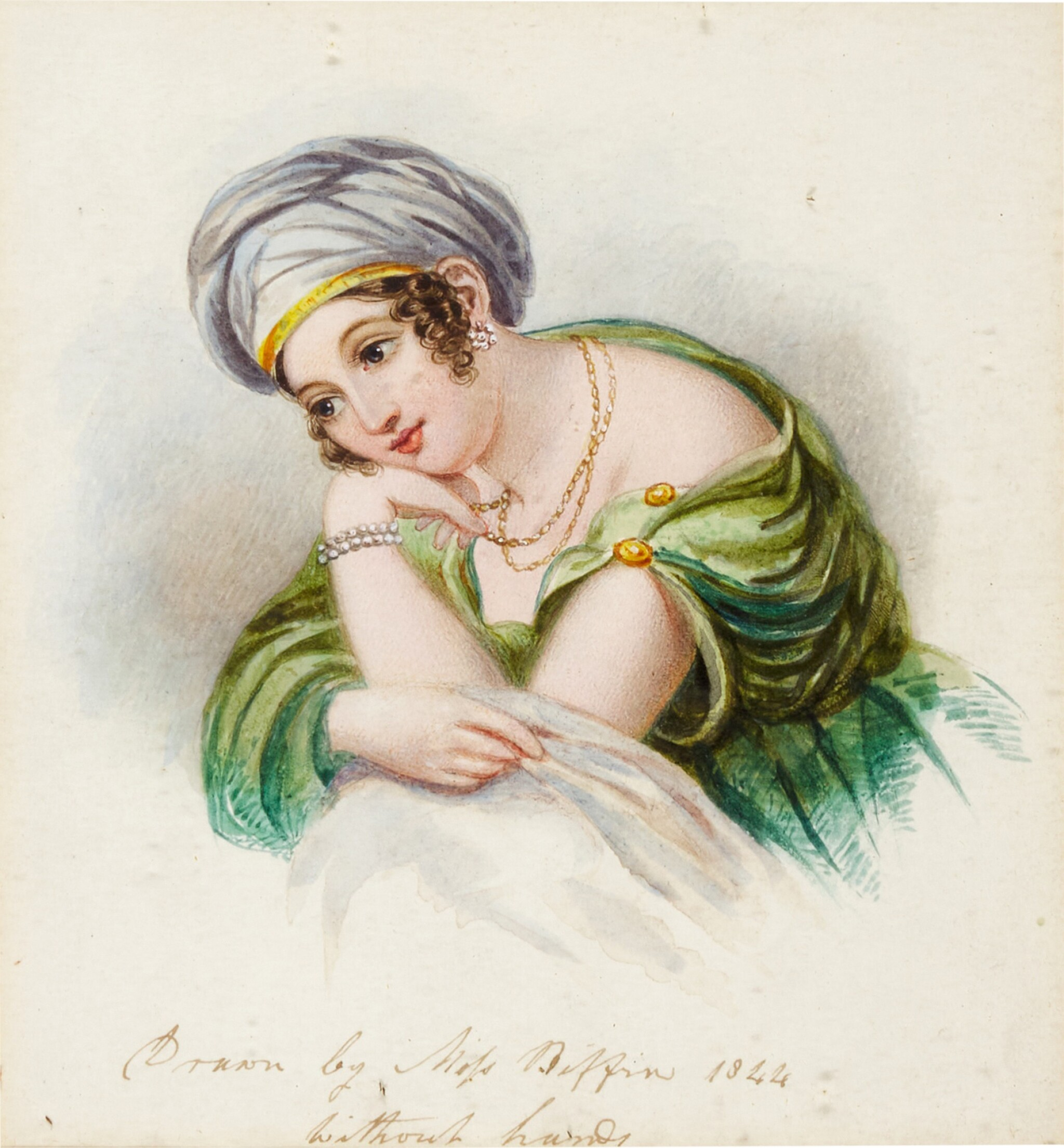
"La sœur de Didon" par Miss Biffin, 1844, aquarelle sur crayon.

## Étymologie
Le nom d'Anna Perenna est visiblement une création latine basée sur un jeu de mots entre le nom de l'année annus, et celui de la nourrice anna, le qualificatif perenna signifiant « qui dure toute l'année », « durable ».

## Sources littéraire antiques
Elle est chez Virgile la fille de Bélos, roi de Tyr, et sœur de Pygmalion et Didon. Elle quitte sa patrie, la Phénicie, et embarque avec sa sœur pour l'Afrique, où elles fonderont Carthage. Selon le livre 4 de Enéide de Virgile, elle aurait conseillé à Didon de s'abandonner à son amour pour le prince troyen Enée. Selon Ovide (Fastes livre 3), après la mort de Didon (qui refuse d'épouser Hiarbas en se donnant la mort), elle se retire en Italie pour se soustraire aux poursuites d'Hiarbas, roi gétule, et y reçoit l'hospitalité d'Énée. Cependant, persécutée par Lavinie, la femme d'Énée, jalouse de sa beauté, Anna Perenna se jette dans les eaux du Numicus, dont elle devient la nymphe.

## La déesse romaine
Selon une autre légende, elle vécut plus longtemps. Elle était déjà très âgée quand la plèbe de Rome fit sécession et se retira sur le mont Sacré en 494 av. J.-C. Compatissant aux malheurs des plébéiens, elle venait chaque jour leur apporter de la nourriture, les sauvant de la famine. Par reconnaissance, ils lui bâtirent un temple. La fête d'Anna Perenna était célébrée chaque année le 15 mars dans un bois sacré près de Rome. « La fête d'Anna Pérenna, c'est aussi la liesse populaire, la joie débridée ; on chante, on danse, on s'allonge sous des abris de fortune à côté de sa petite amie. ».

## Postérité: «Anne, ma sœur Anne»
C'est par la fameuse apostrophe à Anne par Didon que s'ouvre le chant IV de l'Énéide : « Anna soror, quae me suspensam insomnia terrent ! » Signifiant littéralement « Anne, ma sœur, quels songes terrifiants me laissent perplexe ! », cette phrase connaît plusieurs autres traductions, par exemple cet alexandrin de Parseval-Grandmaison : 

« Ô quels songes, ma sœur, me glacent d'épouvante! »

Jacques Delille en fait une traduction moins serrée :

« Ô toi qui de mon âme es la chère moitié,
Ma sœur, lis avec moi dans mon cœur effrayé :
D'où vient que le sommeil fuit mon âme inquiète? »

Cette expression sera reprise sous la forme d'une répétition (Anna soror, soror Anna) dans la 7e Héroïde d'Ovide, avant de passer à la postérité française dans la transposition célèbre de La Barbe Bleue.
Anna soror est aussi un court roman de 1925 de Marguerite Youcenar.

## Sources
- Dictionnaire de la mythologie grecque et romaine, de Joël Schmidt, éditions Larousse, Paris, 1993  (ISBN 2037203365)Ovide, Fastes:  III, 517-710
- Dictionnaire de Bayle (p. 723, note B)
- Dictionnaire de la fable ou mythologie grecque, latine, égyptienne, 1823